# Näthinneavlossning
Näthinneavlossning (även kallat amotio) innebär att näthinnan lossnar från ögats innervägg. Detta är en ovanlig ögonsjukdom som oftast drabbar i övre medelåldern efter en glaskroppsavlossning. Incidensen är ungefär 1 på 10 000 per år.

## Symptom
Upplever man svarta prickar och ljusblixtar, speciellt om man är närsynt, skall man inom två dygn uppsöka ögonläkare, för att säkerställa att glaskroppsavlossningen inte förorsakat en näthinneavlossning. Särskilt brådskande är det om det inte bara är små prickar, utan "gardiner" för synfältet.

### Svarta prickar i synfältet
Svarta prickar beror på att glaskroppsavlossningen har orsakat en mindre blödning i näthinnans blodkärl. En blödning som flyter omkring nära näthinnan kastar en skarp skugga på näthinnan. Den upplevs därför som mycket svartare/mörkare än vanliga grumlingar (flugseende) som flyter omkring längre ifrån näthinnan. Av samma skäl kan det också upplevas som om de svarta prickarna flyter omkring långsammare än vanliga grumlingar.

### Ljusa blixtar i utkanten av synfältet
Ljusa blixtar beror på vibrationer i näthinnan som gör att näthinnan skickar elektriska impulser till hjärnan och uppfattas som blixtar. Upplevda blixtar kan ha flera ofarliga orsaker, bland annat glaskroppsavlossning, men om man ser blixtar om man rör blicken snabbt fram och tillbaka, kan det vara ett tecken på att glaskroppsavlossningen har orsakat ett hål i näthinnan och att det genom hålet trängt in vätska under näthinnan och att blickens rörelse får vätskan bakom näthinnan att röra sig, vilket trycker ut näthinnan underifrån och får den att lossna ännu mera.

### Ringformad grumling
När glaskroppen lossnar från näthinnan, kan en ringformad grumling uppstå. Denna ringformation är tillfällig och kommer till slut att upplösas av vätskan inuti ögat.

### En svart "gardin" som faller ner från något håll i synfältet
När näthinnan lossnar från ögats innervägg viker den sig sakta inåt. Till en början tappar man en del av synfältet. Det kan man kolla genom att gå ut på natten och titta på stjärnorna. Om man sakta snurrar runt och märker att stjärnor försvinner och dyker upp i synfältet, kan man misstänka att man tappat en del av synfältet. Om man upptäcker att man tappat en kant eller kil av hela synfältet, kan detta vara ett tecken på näthinneavlossning. När näthinnan lossnat tillräckligt mycket kommer den till slut kasta en skugga på näthinnan. Det är denna skugga som man brukar kalla en svart "gardin". Denna gardin är ett säkert tecken på näthinneavlossning.

## Riskfaktorer
Näthinneavlossning kan ske i vilken ålder som helst, men det är vanligare hos människor som:
- Är extremt närsynta - Ögats ovala form hos närsynta gör nämligen näthinnan extra tunn vid kanterna.
- Är äldre än 40 år - Med åldern skrumpnar glaskroppen ihop och lossnar från näthinnan. Det är en ofarlig utveckling, men som kan orsaka näthinneavlossning.
- Har nära släktingar som haft näthinneavlossning - Lossnar näthinnan på någon yngre (20-30 år) beror det oftast på en kombination av arv och närsynthet.
- Tidigare har haft näthinneavlossning i det andra ögat. Har man haft näthinneavlossning i ena ögat, är risken ca 1/6 att man (till slut) får det på det andra ögat.
- Tidigare har genomgått en ögonoperation i samma öga. Exempelvis brukar en grå starr-operation påskynda glaskroppsavlossning, som kan leda till näthinneavlossning.
- Tidigare har fått yttre våld mot ögat, t.ex. slag.
- Tidigare har fått "inre våld" mot ögat, t.ex. ögonsjukdom, ögoninflammation.
- Har eller har haft en sjukdom / behandling som utsatt kroppen som helhet för stress, t.ex. rökning, diabetes, etc.

## Behandling
Tillståndet behandlas ofta akut med olika former av ögonkirurgi. Normalt behandlas näthinneavlossning under lokalbedövning, men det kan också göras under narkos.

### Extern kirurgi
Den vanligaste operationsmetoden är att man syr fast en slags gummisnodd runt ögat som trycker ihop ögat och ögats innervägg mot den lossade näthinnan. Ibland får man suga bort vätska som hamnat mellan näthinnan och väggen för att näthinnan ska få kontakt med väggen. Det kan också hända att man hjälper näthinnan att tryckas fast mot väggen genom att fylla på med lite gas och på så sätt öka trycket inuti ögat. Gasen försvinner efter ett par veckor och är bara där under själva läkningsprocessen.

### Intern kirurgi
Har man extremt flugseende, d.v.s. massor av grumlingar/blödningar i ögat, kan man behöva ta bort ögats glaskropp för att läkarna ska kunna operera och läkningen fungera. Då används en annan operationsmetod som kallas vitrektomi. I den här metoden används tre nålar som förs in i ögat. En av nålarna används för att suga ut glaskroppen. En annan nål används för att fylla på med gas för att hålla ögats tryck uppe medan glaskroppen avlägsnas. I komplicerade fall kan man behöva fylla ögat med en slags silikonolja istället. Den tredje nålen är en laser som används för att bränna fast näthinnan mot ögats innervägg och laga eventuella hål. Efter en sådan här operation brukar ögat vara fyllt med gas till cirka 80 %. Gasen är till för att hålla området som beskjutits med laser torrt. Om det inte hålls torrt kommer inte ärrbildningen igång, vilket är det som limmar fast näthinnan mot väggen.

## Efter behandlingen
Beroende på vilken gas som använts, kan det ta mellan 2 och 6 veckor för gasen att ersättas med en vätska som ögat själv producerar. Har ögat fyllts med silikonolja, måste oljan tas bort genom en ögonoperation, cirka 3 månader senare. Genom gasen ser man inte speciellt mycket. I takt med att ögat fylls med vätska och ytan mellan gasen och ögats vätska stiger, så kan man genom vätskan se mer och mer. Det kan se ut som om vätskan är på ovansidan och gasen är på undersidan, men det beror bara på att det är så ögat fungerar. Ögats bild av verkligheten är nämligen upp-och-ned-vänd.
Sjukskriven blir man normalt i 2 veckor. Om det inte räcker med en operation, kan man naturligtvis få förlängd sjukskrivning. Har man fått gas i ögat får man varken flyga eller köra bil. Det kan rinna lite blod från ögat efteråt, utan att det är farligt, men rinner det mer än så, eller om man har ont i huvudet och det inte hjälper med vanliga värktabletter, ska man åka in akut igen.

## Prognos
Hur mycket av synen man kan få tillbaka beror mycket på hur stor del av näthinnan som har lossnat, och hur länge den har varit lös. Man kan få tillbaka hela synen. Har man gjort en vitrektomi, slipper man dessutom grumlingarna, vilket gör att man till och med kan se lite bättre än innan operationen. Men även om operationen gått bra och näthinnan lagt sig perfekt till rätta, kan syncellerna på den lösa näthinnan fläckvis hunnit dö om man inte upptäckt näthinneavlossningen i tid. Det är därför viktigt att upptäcka och behandla näthinneavlossning så snabbt som möjligt. Framförallt vill man inte att den avlossade delen ska ha dragit med sig någon större del av näthinnan, och om näthinneavlossningen påverkat gula fläcken kan man normalt bara räkna med att få tillbaka ledsyn på det ögat.